# HUMINT clandestina
(Robert Baer)
Con HUMINT clandestina si intendono azioni di spionaggio di tipo HUMINT svolte come covert operations.
Un ampio ventaglio di ruoli può essere svolto dalle fonti di HUMINT clandestina. Vi rientra la classica spia che raccoglie intelligence, ma anche corrieri ed altro personale, che amministrano le loro comunicazioni di sicurezza. Come personale di appoggio possiamo far rientrare gli agenti di accesso che possono procurare il contatto tra la potenziale spia ed il case officer incaricato di reclutarla.
Grandi reti spionistiche possono comporsi di livelli multipli di spie, personale di appoggio, supervisori. Tali reti sono normalmente organizzate in un sistema a celle, in cui ciascun affiliato conosce gli altri membri della sua cella di appartenenza, forse il case officer (formalmente esterno alla cella), ed un metodo di emergenza – non necessariamente una persona – per mettersi in contatto con livelli organizzativi superiori, in caso di cattura del "capocella" o del case officer.
Vi possono essere soggetti che sono sempre fedeli al servizio informazioni del paese A, ma svolgono funzioni per acquisire informazioni sul paese B. Nell'esercizio di tali funzioni, possono raccogliere informazioni direttamente, o possono soltanto reclutare e dirigere gli effettivi raccoglitori di HUMINT. Nel fare tutto ciò, possono ostentare lealtà al paese C.
Si noti che questa voce non tratta espressamente l'argomento ricognizione speciale, attività generalmente svolta, sia pure oltre le linee nemiche, da militari in uniforme, che per questo motivo non sono assimilabili (secondo il diritto internazionale) alle spie. Ciò non esclude che in talune circostanze gli operatori in divisa possano prestare attività di appoggio agli agenti segreti stricto sensu. Un'altra questione ancora è quella delle covert operations, durante le quali personale, con o senza uniforme, può condurre incursioni, sabotaggi, assassinii, propaganda, operazioni psicologiche, e così via.